# Kirshner Records
La Kirschner Records è una storica etichetta discografica statunitense, fondata dal noto produttore Don Kirschner.

## Storia dell'azienda
Fu inizialmente lanciata nel 1963 come etichetta discografica dedicata al jazz e allo swing.In questo modo il suo logo cominciò ad affermarsi fra gli appassionati di tali generi.
La svolta sul grande mercato arrivò due anni dopo, grazie alla produzione della band pop rock The Monkees.
Negli anni 1980, la Kirshner allargò il proprio raggio di azione anche su altri generi; alcuni degli artisti di quel periodo che incisero per questa etichetta furono Tina Turner e Didi Sterwart. Dal 1968 al 1972 fu distribuita da RCA Records. Nel 1975 viene acquistata da Epic Records, che la assorbe completamente nel 1984.
Il gruppo di maggior successo prodotto dalla casa discografica fu la band di genere rock progressivo Kansas.